# Club Atlético Central Norte (Tucumán)

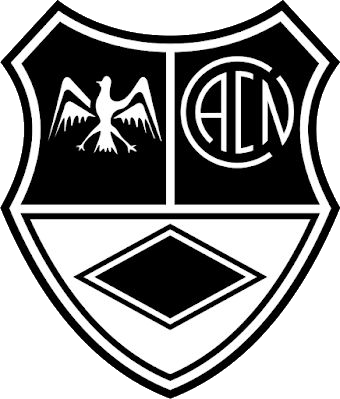
Escudo de Central Norte de Tucumán

El Club Atlético Central Norte es un equipo de fútbol argentino que fue fundado el 29 de noviembre de 1911 en la ciudad de San Miguel de Tucumán de la provincia de Tucumán. Esta afiliado a la Liga Tucumana de Fútbol.
Su estadio llamado "Luis Hayward" se ubica en las calles Marcos Paz y Juan José Paso en el Barrio El Bosque. La camiseta es negra y por esta razón fue el primer club al que se lo conoce como Los Cuervos. Su clásico rival es Club Atlético All Boys.
Es el primer club del interior del país en aportar un jugador a la selección argentina en un mundial y copa América mientras jugaba en el club. Fue el primer equipo de Tucumán en jugar partidos internacionales. Entre sus jugadores destacados, puede mencionarse a Juan Jose Meza que fue campeón en la Copa Mundial de Fútbol Juvenil en Japón en 1979 y Alberto Chividini, quien jugó la Copa Mundial de Fútbol de 1930 y la Copa América 1929, saliendo subcampeón y campeón respectivamente.
Como Presidente del Club se destacó Víctor Hugo Flores y Ernesto Pellisa Balague.

## Campeonato 1991
Central Norte jugaba en la zona "B" junto a Sportivo Guzmán, Concepción Fútbol Club, Atlético Tucumán, Nuñorco, Club Social y Deportivo Marapa y Argentinos Del Norte. De ese grupo clasificarían tres a la liguilla para enfrentarse con los tres clasificados del grupo "A".
Central Norte logró la clasificación para la liguilla con el triunfo sobre Argentinos Del Norte por 3 a 2. Los goles de Central Norte los marcarían Vargas (E.C), Sergio López y Sánchez.
La liguilla clasificó por la zona "A" a Atlético Concepción, Jorge Newbery y San Juan, por la zona "B" a Sportivo Guzmán, Concepción Fútbol Club y Club Central Norte. La Liguilla comenzó el 8 de septiembre de 1991.
| Liguilla | Liguilla  | Liguilla               | Liguilla  | Liguilla                  |
| Fecha    | Resultado | Rival                  | Condición | Goles                     |
| -------- | --------- | ---------------------- | --------- | ------------------------- |
| 1        | 0 - 3     | Concepción Fútbol Club | V         |                           |
| 2        | 0 - 0     | San Juan               | V         |                           |
| 3        | 1 - 0     | Jorge Newbery          | L         | Martín Villa              |
| 4        | 3 - 0     | Sportivo Guzmán        | V         | Toscano (2), Villa        |
| 5        | 2 - 1     | Atlético Concepción    | L         | Anastacio (2)             |
| 6        | 2 - 0     | Concepción Fútbol Club | L         | Miguel Toscano (2)        |
| 7        | 1 - 0     | San Juan               | L         | Martín Villa              |
| 8        | 4 - 2     | Jorge Newbery          | V         | Villa (2), Sánchez, López |
| 9        | 1 - 1     | Sportivo Guzmán        | L         | Martín Villa              |
| 10       | 0 - 3     | Atlético Concepción    | V         |                           |

Entre los jugadores destacados de ese equipo se encontraban: el capitán Luis Ibarra, Albarracin, Gerardo Castilla, Pedro Abello, Martin Anastacio, Miguel Rearte, Rubén López, Martín Sánchez, Martín Villa, Miguel Toscano, entre otros. El técnico era Francisco "Kila" Castro, exjugador del club y gloria de Atlético Tucumán.

## Campeonato 2001
El campeonato de la liga tucumana de fútbol del año 2001 fue anual, es decir que fue un torneo largo . El torneo empezó el 22 de abril y terminó el 22 de septiembre. El torneo se dividió en tres zonas: capital, sur y este. Central Norte integraba la zona capital con Amalia, All Boys, Argentinos Del Norte, Atlético Tucumán, Estación Experimental, San Martín, San Pablo, Sportivo Guzmán y Villa Mitre. En la segunda fecha del campeonato el "Cuervo" se enfrentaría con San Pablo en condición de visitante, el resultado fue 0 a 0. En la tercera se vería las caras con Villa Mitre y fue un aplastante 4 a 0 para Central Norte con goles de Daniel Sadiguirsky en tres ocasiones y el otro lo marcaría José Campero, en la cuarta tocaría Argentinos del Norte y sería un sólido 2 a 0 para Central Norte con goles de Juan Luna y Daniel Sadiguirsky, en la quinta el "Cuervo" se enfrentó con Sportivo Guzmán y cayó de local por 2 a 1, el gol de Central Norte lo marcó Juan Luna; en la sexta tocaba Experimental que fue arrollado por Central Norte cayendo por 6 a 0. Los goles los marcaron Daniel Sadiguirsky en dos ocasiones, José Campero en dos ocasiones, Juan Luna y Marcelo Leal. En la séptima se jugaba frente a Atlético Tucumán y Central Norte ganaría 2 a 1 con goles de Juan Valdez y Daniel Sadiguirsky, en la octava frente a All Boys, Central Norte ganaría 8 a 1 y mandaría al descenso al "Gallego". El 22 de septiembre de 2001 se jugaría la final del torneo anual entre Atlético Concepción y Central Norte que formó con: Fabián Velardez, Pedro Santilli, Cristian Cano, Bernardo Martínez y Jesus Jiménez; Juan Juarez, Juan Valdez, Fernando Del Moral y Gerardo Porven; Daniel Sadiguirsky y Walter Meija. El técnico era Claudio Marrupe, el "Cuervo" ganó ese partido por 1 a 0 con gol de Walter Meija y se consagraría campeón.

## Palmarés

### Títulos y participaciones
- Campeonato Anual de la Liga Tucumana de Football 1918, 1919, 1920
- Campeonato de Competencia 1917
- Campeonato de la Federación Tucumana de Fútbol
- Campeonato Anual 1925, 1929, 1931, 1934, 1939
- Campeonato de Competencia 1924, 1932, 1934, 1950
- Campeonato de Honor 1960, 1967
- Campeonatos de la Liga Tucumana de Fútbol 1991, 2001[5]
- 2 Participaciones en el Torneo Argentino B2002[6]
- 1 Participación en el Torneo Argentino C 2007[7]